# Липатов, Алексей Орестович
Алексей Орестович Липатов (род. 1937) — советский и российский промышленный деятель, энергетик.

## Биография
Родился 15 сентября 1937 года в Москве.
В 1961 году Московский энергетический институт по специальности "инженер-электромеханик". В 1980 году окончил Академию общественных наук при ЦК КПСС (ныне Российская академия государственной службы).
В 1987 году Алексей Липатов возглавил предприятие "Севзапэнерго" (позже называлось "Северо-Западное территориальное энергетическое объединение", с 1993 года - департамент энергетики и электрификации Северо-Запада России "Севзапэнерго"). С декабря 1999 года был заместителем директора представительства "Севзапэнерго".
Председатель Совета директоров ПАО "Новгородэнерго". Участвовал в ликвидации аварии на Чернобыльской АЭС.
Награжден орденом «Знак Почета» (1986) и медалями, в числе которых серебряная медаль ВДНХ СССР (1986); отмечен знаками «Отличник энергетики и электрификации СССР» (1979), «Почетный энергетик СССР» (1987), и «Заслуженный энергетик России» (1992).